# Ackerman
Ackerman – miasto w Stanach Zjednoczonych, w stanie Missisipi, siedziba administracyjna hrabstwa Choctaw.